# 拳神 KENSHIN
『拳神 KENSHIN』（けんしん、原題：拳神、The Avenging Fist）は、2001年の香港映画。
公開時のキャッチコピーは、「選ばれし者、目覚めよ!」。

## 概要
1998年公開の香港映画『風雲 ストームライダーズ』などを手がけたアンドリュー・ラウ監督が、『風雲 ストームライダーズ』のスタッフと、2000年公開の香港映画『SPY_N』に出演した歌手ワン・リーホンを迎えて贈るSFアクション作品。
この作品では、12万9600カットにおよぶCG処理や製作費用5000万HKドルの他に、香港の新旧アクションスター達によるスピード感溢れるワイヤーアクションなどが話題となった。
当初は、ゲーム『鉄拳』の実写映画化として製作する予定であったが、ナムコ側との版権問題により、タイトル、役名、内容すべてに至るまで変更された。

## ストーリー
普段の生活において、その90%は活用されず眠ったままになっていると言われている人間の脳。その秘められた部分を能力として引き出すパワーグローブの研究開発が政府により進められ、ついに発明された。だがそのパワーグローブは、ある男を世界征服の野望に目覚めさせてしまい、それを知った政府はパワーグローブの研究開発自体を闇に葬り去った……。
しかし、それから20年後の近未来サイバーシティHONG KONGにおいて、パワーグローブを使って世界征服を企む秘密結社が再び現れた。秘密結社・ジン21（ロイ・チョン）は、死んだはずの神拳道の達人フォンロイ（ユン・ピョウ）を洗脳し、フォンロイによって、クァン（ワン・リーホン）の母ウィン（セシリア・イップ）を殺害、さらに姉ベル（クリスティ・ヨン）を誘拐する。それを知ったクァンは、父であるフォンロイと姉ベルを助け出すために、刑事のヤング・ダーク（イーキン・チェン）の協力の元、ジン21を倒すため戦いを挑む……。

## キャスト
| 役名                   | 俳優                 | 日本語吹替 |
| ---------------------- | -------------------- | ---------- |
| クァン（山之光）       | ワン・リーホン       | 竹若拓磨   |
| ティロン（鉄浪）       | スティーヴン・フォン | 内田夕夜   |
| エリカ（Erika）        | ジジ・リョン         | 岡寛恵     |
| ダーク（Dark）         | サモ・ハン・キンポー | 森川智之   |
| フォンロイ（風雷）     | ユン・ピョウ         | 小山力也   |
| ジャズ（Jazz）         | チン・ガーロウ       | 桐本琢也   |
| ベル（阿飘）           | クリスティ・ヨン     | 井上喜久子 |
| ジン21（和戦21）       | ロイ・チョン         | 山路和弘   |
| ヤング・ダーク（Dark） | イーキン・チェン     | 森川智之   |
| ウィン（Rain）         | セシリア・イップ     | 佐藤しのぶ |

- その他の声の吹き替え：川村拓央／飯島肇／斉藤次郎／杉本ゆう／沢谷有梨／滝知史／木村雅史

## スタッフ
- 監督：アンドリュー・ラウ、コリー・ユン
- 脚本：チャン・サプサム
- 製作：アンドリュー・ラウ、ジェシンタ・リウ

## DVDリリース
販売元はハピネット・ピクチャーズ
- 「拳神 KENSHIN デラックス版」（2002年12月21日）